# Ada Dwyer Russell

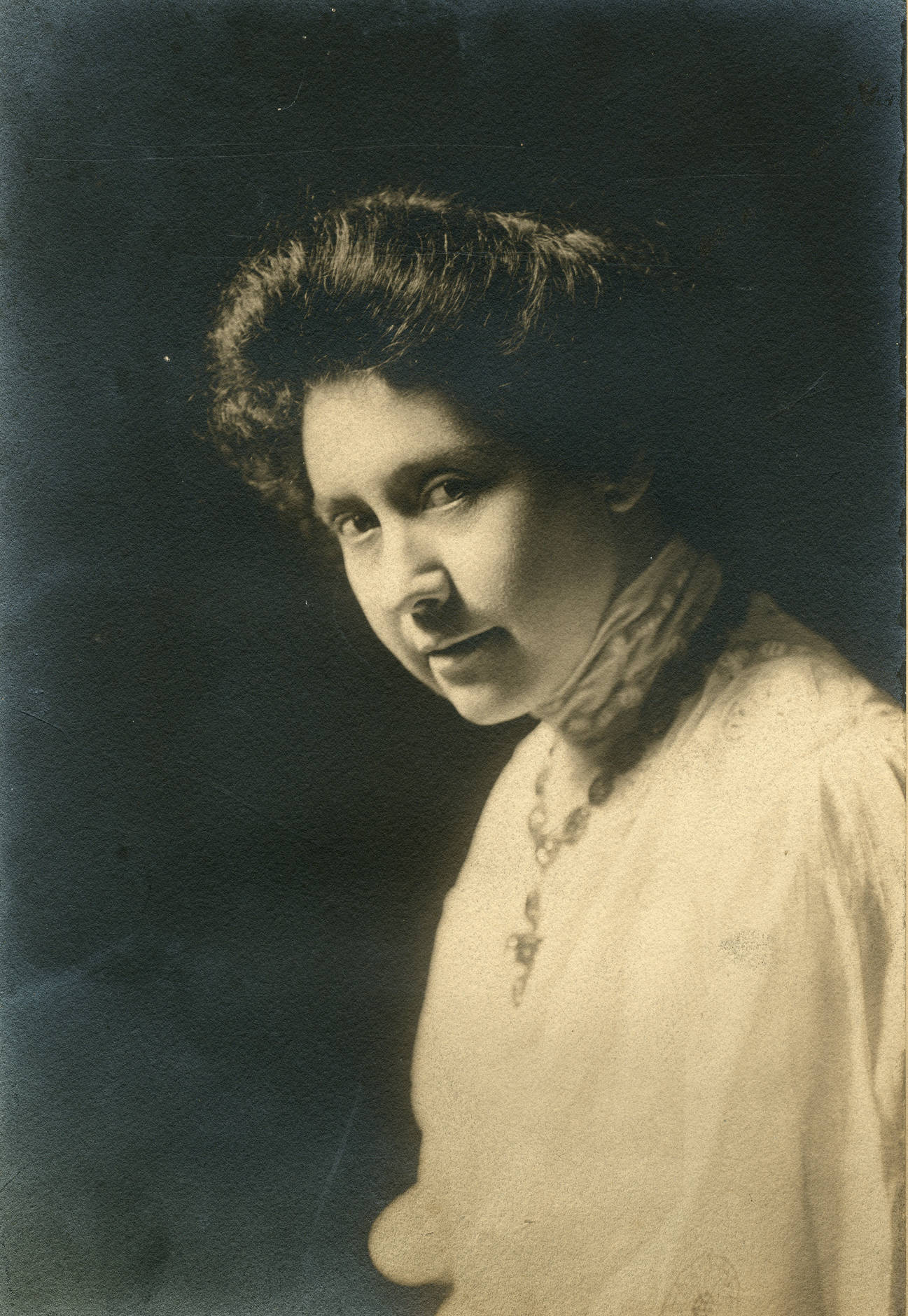
Ada Dwyer Russell, 1909

Ada Dwyer Russell (geboren 1863 in Salt Lake City; gestorben 1952) war eine amerikanische Schauspielerin und Herausgeberin.

## Leben und Wirken
Ada Dwyer Russell ist das älteste von fünf Kindern. Ihr Vater war Buchhändler und brachte ihre Leidenschaft für Literatur sehr früh zum Vorschein. In einer Zeit, als ein Schulbesuch für Mädchen nicht üblich war, beschließen ihre Eltern, die Begabungen ihrer Tochter zu fördern und ermöglichten ihr den Besuch der Boston Girls Latin School. Im Theaterclub der Schule wird ihr ungewöhnliches schauspielerisches Talent entdeckt, sie beginnt eine Ausbildung in diesem Bereich, der sich eine schauspielerische Karriere anschließt. Nachdem sie in vielen Stücken erfolgreich aufgetreten war, heiratete sie ihren Schauspielkollegen Harold Russell, mit dem sie eine Tochter bekam. Als die Ehe aufgelöst wurde, ging sie wieder auf Tournee und ließ ihre Tochter bei ihrer Familie in Salt Lake City.

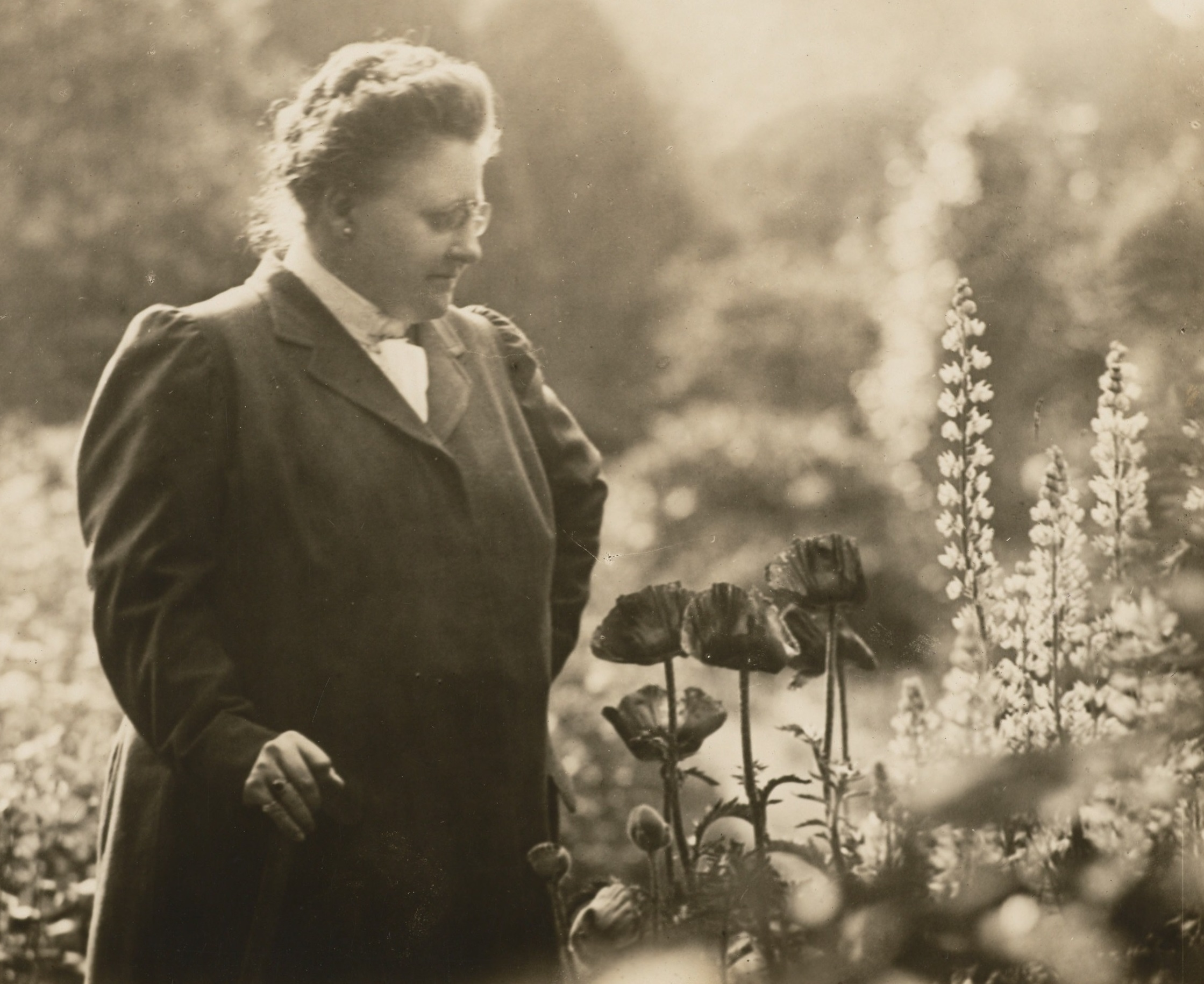
Amy Lowell

Ada Dwyer Russell war als Sekretärin und Testamentsvollstreckerin für Amy Lowell angestellt. Russells Stärke lag unter anderem darin, Lowell, von den vielen Einschränkungen zu befreien, die ihr als Mitglied der sehr wohlhabenden Lowell-Familie auferlegt wurden. Auf Anweisung Lowells vernichtete sie sämtliche Entwürfe zu Lowells täglicher Arbeit, Briefe und Korrespondenzen. Amy Lowell verfasste im Laufe der Jahre mehrere romantische Oden an Russell, darunter The Temple, Anticipation und The Taxi.
Lowell verfasste lesbisch-feministische Haiku, die ihre Beziehung mit Ada Russell beschrieben, einer Partnerschaft, die 1912 begann und bis zu Lowells Tod andauerte. Bis zu Russells Tod 1952 widersetzte sie sich allen Aufforderungen, die Geschichte ihrer Beziehung zu Amy Lowell zu erzählen, wodurch wenig über ihre Beziehung und auch Einblicke in den dichterischen Prozess von Ada Lowell überliefert wurden.
Autorinnen wie Lillian Faderman und Melissa Bradshaw, die sich mit der Liebeslyrik Lowells beschäftigten, beschrieben diese als „kühne Erotik“ und als „eine Kraft, die das Körperliche und das Geistige auf wunderbare Weise miteinander verbindet“. Die Zeilen aus Absence einem Liebesgedicht von Lowell an Russell, würde dies verdeutlichen:

“My cup is empty to-night,

Cold and dry are its sides....

But the cup of the heart is still,

And cold, and empty.

When you come it brims

Red and trembling with blood,

Heart's blood for your drinking;

To fill your mouth with love

And the bitter-sweet taste of a soul.”

Ada Dwyer Russell gab ein Trio posthumer Sammlungen von Lowells Versen heraus, darunter East Wind, Ballads for Sale und What's O'Clock, das 1926 mit dem Pulitzer-Preis für Lyrik ausgezeichnet wurde.

## Herausgeberschaften (Auswahl)

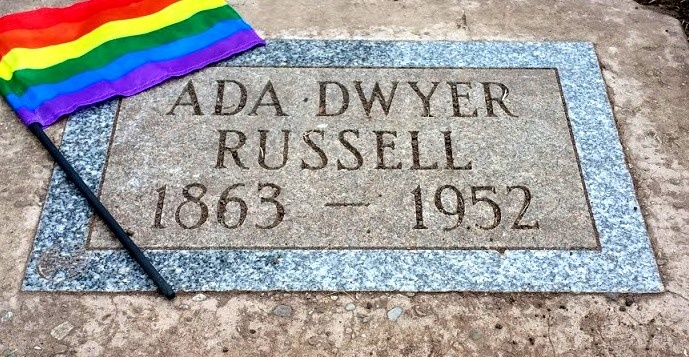
Ada Dwyers Grabstein

- 1925: What's O'Clock. Houghton
- 1926: East Wind. Houghton
- 1927: Ballads for Sale. Houghton